# Rühner See
Der Rühner See (auch: Rühnsche Lange See und Großer Rühner See) liegt im Bützower Becken zwischen Bützow und Rühn im Landkreis Rostock in Mecklenburg.

## Lage
Der Rühner See ist ein wenig gegliederter Flachsee mit einer Wasserfläche von etwa 99 Hektar und einer Tiefe von etwa sechs Metern. Er ist ungefähr 1600 Meter lang und 930 Meter breit. Im See befindet sich die kleine Insel Rethberg. Der Zufluss des Sees kommt aus dem Trechower See, der Abfluss erfolgt über den Seebach in die Warnow. Der fast vollständig von einem Röhricht umsäumte Rühner See ist ein eutrophes, artenreiches Standgewässer. Nordöstlich des Sees liegt der kleinere Triensee. Unweit des Südufers befindet sich parallel zum Ufer der Lange See. Der See ist umgeben von Feldern und Wiesen.

## Sonstiges
Am See befindet sich die einzige öffentliche Badeanstalt der Stadt Bützow.